# Ragnar Mattson
Albert Ragnar Mattson, senare Bernlöf, född 5 januari 1892 i Domkyrkoförsamlingen i Göteborg, död 5 december 1965 i Släps församling i Hallands län, var svensk friidrottare (höjdhopp).
Mattsson tävlade för klubben IS Lyckans Soldater. Vid OS i Stockholm 1912 blev han utslagen i kvalet i höjdhopp med resultatet 1,70.